# بابونه خزری
بابونه خزری (نام علمی: Anthemis austriaca) نام یک گونه از سرده بابونه است.